# Nopcsaspondylus alarconensis
Nopcsaspondylus alarconensis és una espècie de dinosaure sauròpode rebbachisàurid que va viure al Coniacià (Cretaci superior) en allò que actualment és l'Argentina. Se n'han trobat restes fòssils a la formació de Candeleros del Neuquén. Aquesta espècie està basada en una vèrtebra dorsal, actualment perduda, descrita per Nopcsa l'any 1902, però que no va ser anomenada aleshores. L'espècimen tenia un cos vertebral petit i grans espais buits, que avui són conegudes com a característiques típiques dels rebaquisàurids.